# Creatures of the Night (singolo)
Creatures of the Night è un singolo del gruppo musicale hard rock statunitense dei Kiss, pubblicato nel 1982.

## Tracce
- Lato A: Creatures of the Night
- Lato B: Rock and Roll All Nite (Live)

## Formazione
- Gene Simmons - cori
- Paul Stanley - chitarra ritmica e voce
- Eric Carr - batteria e cori
- Mike Porcaro - basso
- Steve Farris - chitarra solista
- Adam Mitchell - chitarra aggiuntiva